# Melanocetidae
La famiglia Melanocetidae comprende 5 specie di pesci abissali ascritte ad un unico genere, Melanocetus ed appartenenti all'ordine Lophiiformes.

## Distribuzione e habitat
Sono specie diffuse in tutti gli oceani temperati o tropicali, fino ad una profondità di 4500 metri.

## Descrizione

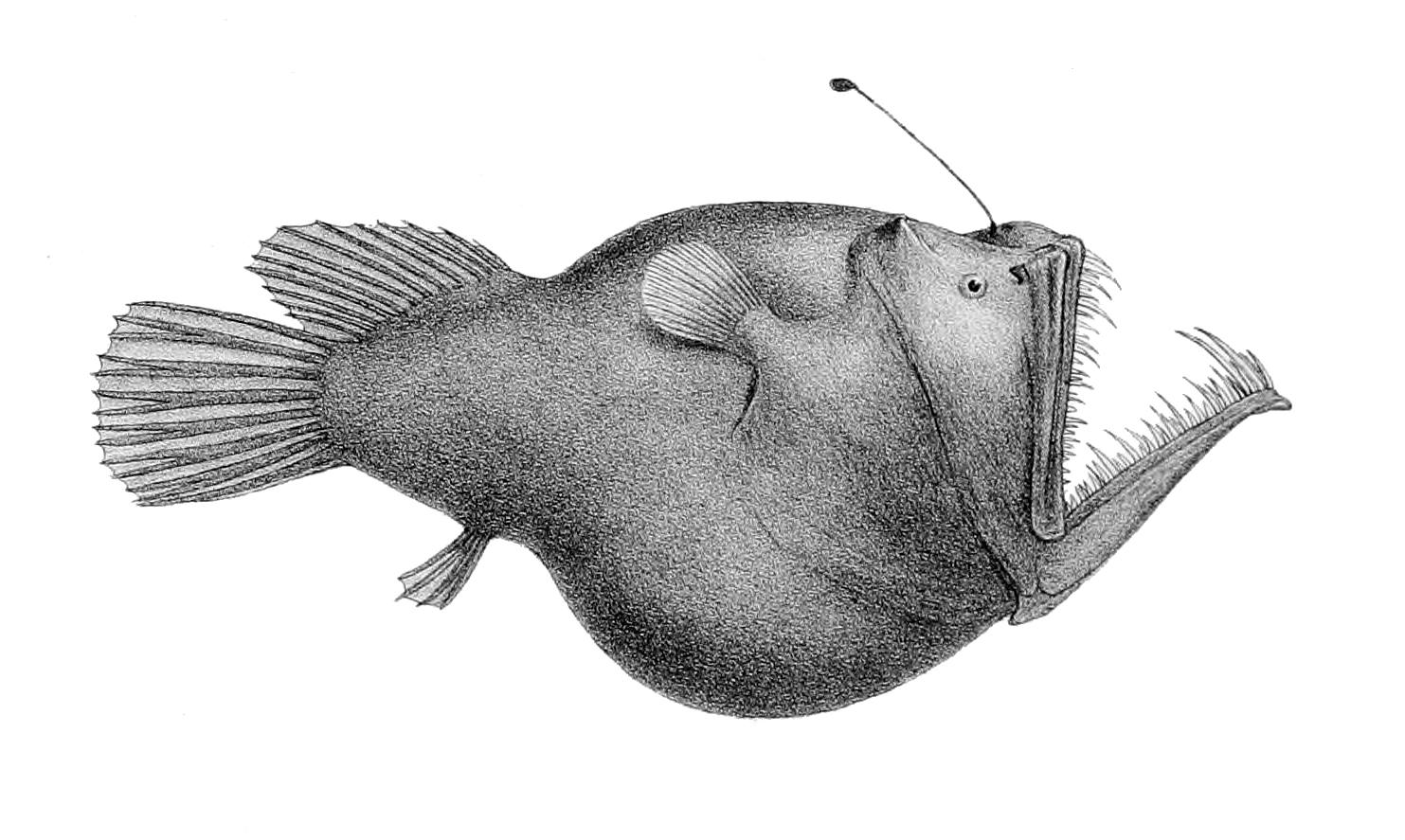
Melanocetus murrayi

Presentano uno spiccato dimorfismo sessuale: la femmina ha corpo tozzo e tondeggiante, occupato per oltre la metà dalla grossa testa con mandibole enormi, provviste di forti e grossi denti appuntiti. Sulla fronte spunta un'antenna mobile, l'illicio, provvista sulla punta di fotofori luminosi, che utilizza come esca luminosa per catturare le prede. Il resto del corpo è piccolo e allungato. Il maschio invece ha corpo tozzo e tondeggiante, con grande bocca provvista di denti. Le pinne in entrambi i sessi sono piccole e arrotondate. La livrea è molto semplice: un uniforme bruno scuro o nero lucido.

La femmina ha dimensioni anche 3-4 volte più grosse del maschio: 11-19 cm per lei, 2-4 cm per quest'ultimo.

## Etimologia
Il nome scientifico della famiglia deriva dal greco antico μέλας?, mélas, "nero" e κῆτος, kêtos, "balena, mostro marino", significando «mostro marino nero», giustificato dall'aspetto grottesco e dal colore scuro del loro corpo.

## Alimentazione
Sono pesci predatori molto voraci, che attirano prede anche 3 volte più grandi di loro con l'esca luminosa sopra la fronte.

## Specie
- Melanocetus eustalus
- Melanocetus johnsonii
- Melanocetus murrayi
- Melanocetus niger
- Melanocetus rossi